# سوهو (سیبی)

سوهو شهری در شهرستان سیبی در استان باله در بورکینافاسوی جنوبی است و جمعیت آن ۹۳۵ نفر است.